# Zawe Ashton
Zawedde Emma Ashton (London, 1984. július 25. –) brit színésznő.
Legismertebb alakítása Dar-Benn a Marvelek című filmben. A Not Safe for Work című sorozatban is szerepelt.

## Fiatalkora
1984. július 25-én született a Londonban. 1984-ben született három gyermek közül ő a legidősebb, akit egy ugandai anya, Victoria és egy angol apa, Paul Ashton nevelt fel. Anyai nagyapja, Paulo Muwanga, Uganda elnöke és miniszterelnöke volt.
Hatéves korától az Anna Scher Színházi Iskolába járt, és tagja volt a Nemzeti Ifjúsági Színháznak. Színészi diplomáját a Manchester Metropolitan Egyetemen szerezte.

## Pályafutása
2018-ban a Mehetnék című sorozatban, 2023-ban pedig a Marvelek című filmben szerepelt.

## Magánélete
Tom Hiddleston házastársa. A párnak egy gyermeke van.

## Filmográfia

### Filmek
| Év   | Magyar cím                               | Eredeti cím                                    | Szerep             | Magyar hang     |
| ---- | ---------------------------------------- | ---------------------------------------------- | ------------------ | --------------- |
| 2009 | St. Trinians – A Fritton arany legendája | St. Trinian's II: The Legend of Fritton's Gold | Bianca             | Berkes Boglárka |
| 2011 |                                          | Weekender                                      | Elizabeth Falls    |                 |
| 2011 | Blitz                                    | Blitz                                          | Sarah              | Pálmai Anna     |
| 2011 |                                          | Dreams of a Life                               | Joyce Vincent      |                 |
| 2016 | Éjszakai ragadozók                       | Nocturnal Animals                              | Alex               | Orosz Anna      |
| 2018 | Ördögi csapda                            | Greta                                          | Alexa Hammond      |                 |
| 2019 | Bársony körfűrész                        | Velvet Buzzsaw                                 | Josephina          |                 |
| 2022 | Mr. Malcolm lajstroma                    | Mr. Malcolm's List                             | Julia Thistlewaite | Pálmai Anna     |
| 2023 | Marvelek                                 | The Marvels                                    | Dar-Benn           | Pálmai Anna     |

### Televíziós szerepek
| Év         | Magyar cím            | Eredeti cím                | Szerep                 | Megjegyzések                          |
| ---------- | --------------------- | -------------------------- | ---------------------- | ------------------------------------- |
| 1995       |                       | Game On                    | kislány                | 1 epizód                              |
| 1996       |                       | The Demon Headmaster       | Rebecca                | 2 epizód                              |
| 2000, 2008 |                       | The Bill                   | Kylie, Becka Adams     | 2 epizód                              |
| 2002       |                       | In Deep                    | Jade                   | 2 epizód                              |
| 2003       | Holby Városi Kórház   | Holby City                 | Abigail Meredith       | 1 epizód                              |
| 2007       |                       | Mobile                     | Szemtanú               | 1 epizód                              |
| 2009       |                       | Casualty                   | Gina                   | 1 epizód                              |
| 2010       | Sherlock              | Sherlock                   | Sally Donovan          | 1 epizód magyar hangja Németh Borbála |
| 2010       | Kívülállók            | Misfits                    | Jessica                | 1 epizód                              |
| 2011       |                       | Lapland                    | Jingle Jill            | tévéfilm                              |
| 2011–2013  | Jackson Brodie esetei | Case Histories             | Deborah Arnold         | főszereplő                            |
| 2011–2016  |                       | Fresh Meat                 | Violet "Vod" Nordstrom | főszereplő                            |
| 2014       | Ki vagy, doki?        | Doctor Who                 | Journey Blue           | 1 epizód                              |
| 2014–2010  |                       | 24 Hours in Police Custody | narrátor               | dokumentum-sorozat                    |
| 2015       |                       | Not Safe For Work          | Katherine              | főszereplő                            |
| 2017       |                       | Guerrilla                  | Omega                  | minisorozat                           |
| 2017       |                       | Sarah & Duck               | Fodrász                | 1 epizód                              |
| 2018       | Mehetnék              | Wanderlust                 | Claire Pascal          | 5 epizód                              |
| 2019       | A szolgálólány meséje | The Handmaid's Tale        | Oona                   | 3 epizód                              |
| 2022       |                       | Maryland                   | Mary                   | tévéfilm                              |